# Teoria postępowego użytkowania

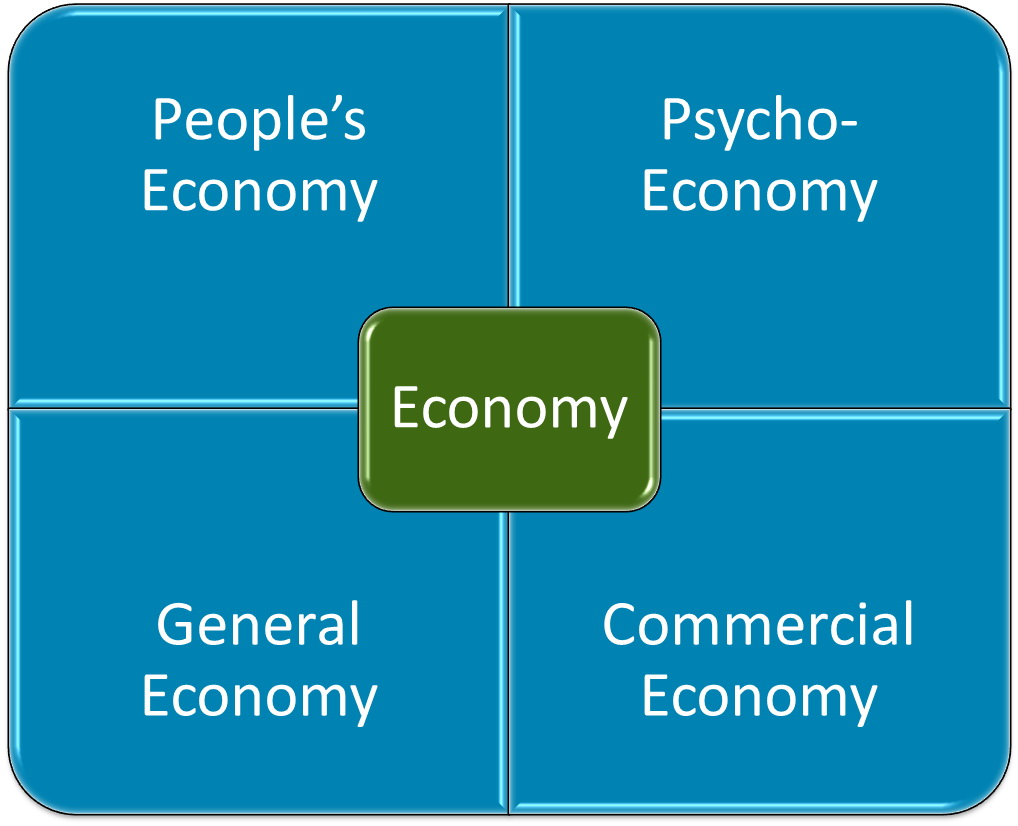
Teoria PROUT

Teoria postępowego użytkowania (ang. Progressive Utilization Theory, PROUT) – społeczno-ekonomiczna teoria przedstawiona przez współczesnego indyjskiego filozofa, Prabhata Ranjana Sarkara (1921–1990). Jej założeniem jest wykorzystanie całego potencjału ludzkości i planety (a w przyszłości również kosmosu), a jej podstawę stanowią traktowane na równi potrzeby fizyczne, mentalne i duchowe człowieka. Teoria ta jest alternatywą zarówno dla komunizmu, jak i kapitalizmu. Jest socjalizmem z duchową otoczką, dostosowanym do współczesnych tendencji antyglobalistycznych. Teoria ta odrzuca nacjonalizm i szuka możliwości formacji jednego rządu światowego.
Założeniami PROUT jest kolektywna dystrybucja dóbr, lecz skoncentrowana nie tylko na ekonomicznym aspekcie życia ludzkiego, ale wychodząca również naprzeciw wszystkim potrzebom współczesnego człowieka – fizycznym, edukacyjnym, społecznym, politycznym, mentalnym, kulturowym i duchowym, powiązanym ściśle z wszechstronnym rozwojem ludzkiego społeczeństwa. 
Teoria postępowego użytkowania koncepcją teoretyczną realizowaną w ramach organizacji założonych przez Sarkara: Ananda Marga oraz PROUTist Universal. 